# Jake Foy
Paul Jacob Foy (Niagara Falls, 1 november 1990) is een Canadese acteur.

## Biografie
Foy studeerde muziektheater aan het Sheridan College. Hierna kreeg hij diverse kleine rollen in korte films en televisieseries, waaronder Arrow (2015) en Designated Survivor (2019). Hij werd vooral bekend vanwege zijn rollen in romantische films van Hallmark Channel. In de Hallmarkserie Ride (2023) speelt Foy de rol van een homoseksuele zoon Tuff McMurray die op de ranch van zijn familie werkt.
Hij woont in Vancouver, Brits-Columbia, en is sinds mei 2023 verloofd met zijn partner, Nicolas La Traverse.